# Edward Johnson III
Edward Crosby "Ned" Johnson 3rd (29 de junho de 1930 – Wellington, 23 de março de 2022) foi um investidor e empresário norte-americano. É o presidente da FMR Corporation (Fidelity Investments). 
Com um patrimônio líquido atual estimado de cerca de 5,8 bilhões de dólares, ele foi classificado em 2012 pela revista Forbes como a 44ª pessoa mais rica dos Estados Unidos.
Edward foi membro da Academia de Artes e Ciências dos Estados Unidos, administrador do Hospital Beth Israel e o Museu de Belas Artes de Boston e membro da Sociedade dos Analistas de Segurança de Boston.
Ele possuía doutorado honorário da Universidade de Boston, Bentley College e da Hobart and William Smith Colleges.
Sua filha Abigail, é presidente da Fidelity Financial Services, e supervisiona todas as principais empresas da empresa, incluindo gerenciamento de ativos, corretoras de varejo e institucional e de aposentadoria e serviços de benefício. Abigail Johnson possui até 24% das ações da Fidelity, tem um patrimônio líquido de 10,3 bilhões de dólares e foi classificada como 29ª na lista anual da Forbes 400.
Em 1965, a Fundação Fidelity norte-americana foi fundada por Edward C. Johnson III e seu pai. O Edward C. Johnson Fund, um fundo de 231.000.000 dólares, também se acredita existir.